# Liste der Stolpersteine in Stuttgart-Nord
In der Liste der Stolpersteine in Stuttgart-Nord sind alle
121
Stolpersteine aufgeführt, die im Stuttgarter Stadtbezirk Stuttgart-Nord im Rahmen des Projekts des Künstlers Gunter Demnig an mehreren Terminen verlegt wurden. Auf Betreiben des Initiativkreises Stolpersteine für Stuttgart-Nord wurden  die bislang letzten Stolpersteine im Februar 2025 verlegt.

## Stolpersteine in Stuttgart-Nord
Die Tabelle ist teilweise sortierbar; die Grundsortierung erfolgt alphabetisch nach dem Verlegeort. Zusammengefasste Adressen von Verlegeorten zeigen an, dass mehrere Stolpersteine an einem Ort verlegt wurden. Die Spalte Person, Inschrift kann nach dem Namen der Person alphabetisch sortiert werden.
| Bild | Person, Inschrift | Verlegeort                                        | Verlege- datum | Information                                            |
| ---- | --- | ------------------------------------------------- | -------------- | ------------------------------------------------------ |
|      | HIER WOHNTE SELMA DINKELMANN GEB. LÖWENBERG JG. 1884 DEPORTIERT 1941 ERMORDET IN RIGA                                                                         | Am Kochenhof 1 (Lage)                             | 11. Nov. 2006  |                                                        |
|      | HIER WOHNTE KARL PFLOMM JG. ... | Am Kochenhof 59 (Lage)                            | 12. Nov. 2013  |                                                        |
|      | HIER WOHNTE ANNA GUMBEL JG. 1890 DEPORTIERT 1941 RIGA ERMORDET                                                                                                | Am Kräherwald 77 (Lage)                           | 19. Okt. 2022  |                                                        |
|      | HIER WOHNTE KLOTHILDE SCHLESINGER GEB. GUMBEL JG. 1864 DEPORTIERT 1942 THERESIENSTADT ERMORDET 4.9.1942                                                       | Am Kräherwald 77 (Lage)                           | 19. Okt. 2022  |                                                        |
|      | HIER WOHNTE ELISABETH STEIN JG. 1895 DEPORTIERT 1942 IZBICA ERMORDET                                                                                          | Am Weißenhof 36 (Lage)                            | 23. Nov. 2011  |                                                        |
|      | HIER WOHNTE ALBERT STERN JG. 1883 DEPORTIERT 1941 RIGA ERMORDET 26.3.1942                                                                                     | Azenbergstraße 51 (Lage)                          |                |                                                        |
|      | HIER WOHNTE HERTHA STERN GEB. Deller JG. 1896 DEPORTIERT 1941 RIGA ERMORDET 26.3.1942                                                                         | Azenbergstraße 51 (Lage)                          |                |                                                        |
|      | HIER WOHNTE SELMA RUTH STERN JG. 1922 DEPORTIERT 1941 RIGA ERMORDET 26.3.1942                                                                                 | Azenbergstraße 51 (Lage)                          |                |                                                        |
|      | HIER WOHNTE PAUL OESTERREICHER JG. 1879 ZWANGSUMSIEDLUNG 1941 BUTTENHAUSEN DEPORTIERT 1942 IZBICA ERMORDET                                                    | Birkenwaldstraße 105 (Lage)                       | 17. Mai 2014   |                                                        |
|      | HIER WOHNTE ANTONIE OESTERREICHER GEB. HALLE JG. 1878 ZWANGSUMSIEDLUNG 1941 BUTTENHAUSEN VOR DEPORTATION FLUCHT IN DEN TOD 1942                               | Birkenwaldstraße 105 (Lage)                       | 17. Mai 2014   |                                                        |
|      | HIER WOHNTE KLARA FRIEDLÄNDER GEB. FRIEDLÄNDER JG. 1864 DEPORTIERT 1942 IZBICA ERMORDET 1942                                                                  | Birkenwaldstraße 127 (Lage)                       | 29. Sep. 2008  |                                                        |
|      | HIER WOHNTE DR. CÄSAR HIRSCH JG. 1885 GEDEMÜTIGT / ENTRECHTET FLUCHT 1933 USA FLUCHT IN DEN TOD 14.8.1940                                                     | Birkenwaldstraße 60 (Lage)                        | 15. März 2008  |                                                        |
|      | HIER WOHNTE ELSE JOSENHANS JG. 1896 VERHAFTET 1945 GESTAPOHAFT STUTTGART HOTEL SILBER ERMORDET 11.4.1945                                                      | Carlos-Grethe-Weg 4 (Lage)                        | 13. Apr. 2013  |                                                        |
|      | HIER WOHNTE FRIEDERIKE ENGLÄNDER GEB. HERBST JG. 1866 FLUCHT 1939 HOLLAND INTERNIERT 1943 WESTERBORK ERMORDET 12.6.1943                                       | Cäsar-Flaischlen-Straße 37                        | 21. Feb. 2025  | Zu Friederike Engländer existiert eine Opferbiografie. |
|      | HIER WOHNTE ERNST ENGLÄNDER JG. 1894 'SCHUTZHAFT' 1938 KZ DACHAU FLUCHT 1939 HOLLAND INTERNIERT WESTERBORK DEPORTIERT 1942 ...AUSCHWITZ... ERMORDET 18.8.1942 | Cäsar-Flaischlen-Straße 37                        | 21. Feb. 2025  | Zu Ernst Engländer existiert eine Opferbiografie.      |
|      | HIER WOHNTE WALTER ENGLÄNDER JG. 1895 FLUCHT 1939 HOLLAND TOT 22. MÄRZ 1945 KRANKENHAUS AMSTERDAM                                                             | Cäsar-Flaischlen-Straße 37                        | 21. Feb. 2025  | Zu Walter Engländer existiert eine Opferbiografie.     |
|      | HIER WOHNTE EMANUEL SCHÖMANN JG. 1873 DEPORTIERT 1942 THERESIENSTADT TOT AUF TRANSPORT                                                                        | Doggenburgstraße 8 (Lage)                         | 19. Mai 2009   |                                                        |
|      | HIER WOHNTE FRIEDA SCHÖMANN GEB. SCHLOSS JG. 1879 DEPORTIERT 1942 THERESIENSTADT ERMORDET 1944 IN AUSCHWITZ                                                   | Doggenburgstraße 8 (Lage)                         | 19. Mai 2009   |                                                        |
|      | HIER WOHNTE MARIE REIF GEB. HAUSMEISTER JG. 1873 DEPORTIERT 1942 THERESIENSTADT ERMORDET 1.9.1942                                                             | Eduard-Pfeiffer-Straße 107 (Lage)                 | 12. Apr. 2011  |                                                        |
|      | HIER WOHNTE JULIUS STEIN JG. 1877 DEPORTIERT 1942 THERESIENSTADT TOT 3.12.1943                                                                                | Ehrenhalde 4 (Lage)                               | 8. Okt. 2010   |                                                        |
|      | HIER WOHNTE SOFIE STEIN GEB. UHLMANN JG. 1890 DEPORTIERT 1942 THERESIENSTADT ERMORDET 16.5.1944 AUSCHWITZ                                                     | Ehrenhalde 4 (Lage)                               | 8. Okt. 2010   |                                                        |
|      | HIER WOHNTE KARL KRAUSS JG. 1910 VERHAFTET 1940 DACHAU TOT 5.2.1941                                                                                           | Friedhofstraße 18 (Lage)                          | 16. Apr. 2012  |                                                        |
|      | HIER WOHNTE HERMANN MENDLE JG. 1883 DEPORTIERT 1941 RIGA ERMORDET 26.3.1942                                                                                   | Frühlingshalde 8 (Lage)                           | 15. März 2023  |                                                        |
|      | HIER WOHNTE PAULA MENDLE GEB. HIRSCH JG. 1892 DEPORTIERT 1941 RIGA ERMORDET 26.3.1942                                                                         | Frühlingshalde 8 (Lage)                           | 15. März 2023  |                                                        |
|      | HIER WOHNTE JOHANNA SCHWERSENZ GEB. GERST JG. 1867 GEDEMÜTIGT / ENTRECHTET UNFREIWILLIG VERZOGEN 1941 HAIGERLOCH TOT 17. JAN. 1942                            | Frühlingshalde 10 (Lage)                          | 16. Mai 2024   | Für Johanna Schwersenz existiert eine Opferbiografie.  |
|      | HIER WOHNTE DR. ROBERT HIRSCH JG. 1857 GEDEMÜTIGT / ENTRECHTET FLUCHT IN DEN TOD 14.1.1939                                                                    | Gähkopf 31                                        | 9. Okt. 2017   |                                                        |
|      | HIER WOHNTE MARTHA HIRSCH GEB. LOEB JG. 1891 DEPORTIERT 1942 RIGA ERMORDET 1942                                                                               | Gähkopf 33 (Lage)                                 | 6. Okt. 2009   |                                                        |
|      | HIER WOHNTE OTTO HIRSCH JG. 1885 VERHAFTET 1941 ERMORDET 1941 IN MAUTHAUSEN                                                                                   | Gähkopf 33 (Lage)                                 | 6. Okt. 2009   |                                                        |
|      | HIER WOHNTE KLARA LEVY GEB. LANG Jg. 1869 DEPORTIERT 1942 THERESIENSTADT TOT 3.1.1943                                                                         | Hangleiterstraße 3 (Lage)                         |                |                                                        |
|      | HIER WOHNTE PAUL KAHN JG. 1869 DEPORTIERT 1942 THERESIENSTADT ERMORDET 3.10.1942                                                                              | Hauptmannsreute 10 (Lage)                         |                |                                                        |
|      | HIER WOHNTE EMILIE HAARBURGER JG. 1852 ZWANGSUMGESIEDELT 1942 DELLMENSINGEN TOT AN DEN FOLGEN 26.3.1942                                                       | Hauptmannsreute 6 (Lage)                          | 13. Apr. 2013  |                                                        |
|      | HIER WOHNTE ANTONIE HANAUER GEB. HAARBURGER JG. 1881 DEPORTIERT 1941 ERMORDET IN RIGA                                                                         | Hauptmannsreute 6 (Lage)                          | 13. Apr. 2013  |                                                        |
|      | HIER WOHNTE JEANETTE BAMBERGER GEB. RICHHEIMER JG. 1882 DEPORTIERT 1942 THERESIENSTADT ERMORDET 9.9.1942                                                      | Hauptmannsreute 7 (Lage)                          | 12. Apr. 2011  |                                                        |
|      | HIER WOHNTE MAX BAMBERGER JG. 1874 DEPORTIERT 1942 THERESIENSTADT ERMORDET 18.9.1942                                                                          | Hauptmannsreute 7 (Lage)                          | 12. Apr. 2011  |                                                        |
|      | HIER WOHNTE BLANKA HARTSTEIN GEB. ROSENSTIEL JG. 1879 DEPORTIERT 1942 THERESIENSTADT ERMORDET IN AUSCHWITZ                                                    | Hauptmannsreute 8 (Lage)                          |                |                                                        |
|      | HIER WOHNTE MAX HARTSTEIN JG. 1873 DEPORTIERT 1942 THERESIENSTADT ERMORDET 1944 AUSCHWITZ                                                                     | Hauptmannsreute 8 (Lage)                          |                |                                                        |
|      | HIER WOHNTE GERTRUD HENOCH JG. 1908 DEPORTIERT 1942 IZBICA ERMORDET 1942 IN SOBIBOR                                                                           | Hauptmannsreute 17 (Lage)                         | 19. Mai 2009   |                                                        |
|      | HIER WOHNTE KLARA HENOCH GEB. HARBURGER JG. 1873 DEPORTIERT 1942 THERESIENSTADT ERMORDET 1942 IN TREBLINKA                                                    | Hauptmannsreute 17 (Lage)                         | 19. Mai 2009   |                                                        |
|      | HIER WOHNTE FANNY LÖWENTHAL GEB. FELLHEIMER JG. 1855 HERZVERSAGEN VOR DEPORTATION TOT 22.8.1942                                                               | Hegelstraße 60 (Lage)                             | 13. Apr. 2013  |                                                        |
|      | HIER WOHNTE GUSTAV ESSLINGER JG. 1875 VERURTEILT 1936 'RASSENSCHANDE' KZ DACHAU 1938 ERSCHOSSEN 9.4.1938                                                      | Herdweg 35 (Lage)                                 |                |                                                        |
|      | HIER WOHNTE ANNA SCHWABACHER JG. 1889 FLUCHT 1939 HOLLAND INTERNIERT WESTERBORK DEPORTIERT AUSCHWITZ ERMORDET 26.2.1943                                       | Herdweg 37 (Lage)                                 |                |                                                        |
|      | HIER WOHNTE MAX ROSENFELD JG. 1867 FLUCHT 1939 HOLLAND INTERNIERT 1943 WESTERBORK ERMORDET 18.3.1943                                                          | Herdweg 63 (Lage)                                 | 30. Okt. 2024  |                                                        |
|      | HIER WOHNTE ANNA HOCHBERGER GEB. NOERDLINGER JG. 1863 DEPORTIERT 1941 ERMORDET 1942 IN THERESIENSTADT                                                         | Herdweg 116 (Lage)                                | 29. Apr. 2010  |                                                        |
|      | HIER WOHNTE HELENE NÖRDLINGER GEB. SCHLÜCHTERER JG. 1862 DEPORTIERT 1942 THERESIENSTADT TREBLINKA TOT 1942 AUF TRANSPORT                                      | Hölderlinstraße 7 (Lage)                          | 14. März 2008  |                                                        |
|      | HIER WOHNTE LILO HERRMANN JG. 1909 IM WIDERSTAND VERHAFTET 1935 ERMORDET 1938 BERLIN-PLÖTZENSEE                                                               | Hölderlinstraße 22 (Lage)                         | 14. März 2008  |                                                        |
|      | HIER WOHNTE GEORG MEYER JG. 1876 DEPORTIERT 1942 IZBICA ERMORDET                                                                                              | Hölderlinstraße 35 (Lage)                         | 11. Nov. 2006  |                                                        |
|      | HIER WOHNTE ROSALIE MEYER JG. 1887 DEPORTIERT 1942 IZBICA ERMORDET                                                                                            | Hölderlinstraße 35 (Lage)                         | 15. Nov. 2018  |                                                        |
|      | HIER WOHNTE ALFRED KAHN JG. 1891 DEPORTIERT 1943 THERESIENSTADT ERMORDET 1944 IN AUSCHWITZ                                                                    | Hölderlinstraße 53 (Lage)                         | 29. Apr. 2010  |                                                        |
|      | HIER WOHNTE ANNEMARIE KAHN JG. 1931 DEPORTIERT 1943 THERESIENSTADT ERMORDET 1944 IN AUSCHWITZ                                                                 | Hölderlinstraße 53 (Lage)                         | 29. Apr. 2010  |                                                        |
| <    | HIER WOHNTE TRUDE KAHN JG. 1905 DEPORTIERT 1943 THERESIENSTADT ERMORDET 1944 IN AUSCHWITZ                                                                     | Hölderlinstraße 53 (Lage)                         | 29. Apr. 2010  |                                                        |
|      | HIER WOHNTE MARIA GRESSER JG. 1898 EINGEWIESEN 1919 'HEILANSTALT' WINNENTAL ERMORDET 30.5.1940 GRAFENECK AKTION T4                                            | Im Kaisemer 16 (ehemals: Bahnhofstraße 55) (Lage) | 8. Okt. 2010   |                                                        |
|      | HIER WOHNTE CLARISSE STEINER GEB. STEINER JG. 1867 DEPORTIERT 1942 THERESIENSTADT TOT 1945                                                                    | Im Sonnigen Winkel 15 (Lage)                      | 19. Mai 2009   |                                                        |
|      | HIER WOHNTE RUDOLF RATHGEB JG. 1942 EINGEWIESEN 8.9.1943 STÄDT. KINDERKRANKENHAUS STUTTGART 'KINDERFACHABTEILUNG' ERMORDET 24.1.1944                          | Knollstraße 38 (Lage)                             | 1. Apr. 2019   |                                                        |
|      | HIER WOHNTE ERNA BICKART GEB. RIESER JG. 1893 DEPORTIERT 1941 ERMORDET IN RIGA                                                                                | Koppentalstraße 3 (Lage)                          |                |                                                        |
|      | HIER WOHNTE GRETCHEN BOHLE GEB. ZINN JG. 1890 DEPORTIERT 1941 ERMORDET IN RIGA                                                                                | Koppentalstraße 3 (Lage)                          |                |                                                        |
|      | HIER WOHNTE MARIE ZINN GEB. KUPFER JG. 1861 DEPORTIERT 1942 THERESIENSTADT TOT 7.9.1942                                                                       | Koppentalstraße 3 (Lage)                          |                |                                                        |
|      | HIER WOHNTE ELSE KAHN GEB. JESELSOHN JG. 1910 DEPORTIERT 1941 RIGA 1944 STUTTHOF TOT 1944                                                                     | Koppentalstraße 6                                 | 17. Mai 2014   |                                                        |
|      | HIER WOHNTE ERICH KAHN JG. 1903 DEPORTIERT 1941 RIGA 1944 STUTTHOF TOT 1944                                                                                   | Koppentalstraße 6                                 | 17. Mai 2014   |                                                        |
|      | HIER WOHNTE LUISE HENLE GEB. KUHN JG. 1857 DEPORTIERT 1942 THERESIENSTADT TOT 13.12.1942                                                                      | Lenzhalde 42 (Lage)                               | 11. Nov. 2006  |                                                        |
|      | HIER WOHNTE ELSE THALMESSINGER GEB. HENLE JG. 1879 DEPORTIERT 1942 THERESIENSTADT TOT 10.9.1942                                                               | Lenzhalde 42 (Lage)                               | 11. Nov. 2006  |                                                        |
|      | HIER WOHNTE OTTO THALMESSINGER JG. 1872 ZWANGSEVAKUIERT 28.2.1942 NACH BUCHAU FLUCHT IN DEN TOD 21.7.1942                                                     | Lenzhalde 42 (Lage)                               | 11. Nov. 2006  |                                                        |
|      | HIER WOHNTE ANNA LICHTER GEB. GROSS JG. 1870 DEPORTIERT 1942 THERESIENSTADT TOT 18.9.1942                                                                     | Lenzhalde 61 (Lage)                               | 12. Apr. 2011  |                                                        |
|      | HIER WOHNTE WILHELM LICHTER JG. 1865 DEPORTIERT 1942 THERESIENSTADT TOT 6.2.1943                                                                              | Lenzhalde 61 (Lage)                               | 12. Apr. 2011  |                                                        |
|      | HIER WOHNTE BERTA SICHEL JG. 1872 DEPORTIERT 1942 ERMORDET 1943 IN THERESIENSTADT                                                                             | Lenzhalde 84 (Lage)                               | 15. März 2008  |                                                        |
|      | HIER WOHNTE ADA ROTHSCHILD JG. 1921 DEPORTIERT 1942 IZBICA ERMORDET 1942                                                                                      | Lenzhalde 84 (Lage)                               | 15. März 2008  | Ada Gabriella Rothschild                               |
|      | HIER WOHNTE EMILIE STERN GEB. HERRMANN JG. 1873 FLUCHT 1939 ENGLAND                                                                                           | Lessingstraße 10 (Lage)                           | 21. Sep. 2020  |                                                        |
|      | HIER WOHNTE DR. WALTER LEOPOLD STERN JG. 1900 FLUCHT 1936 ENGLAND                                                                                             | Lessingstraße 10 (Lage)                           | 21. Sep. 2020  |                                                        |
|      | HIER WOHNTE EDITH KATZ GEB. STERN JG. 1902 FLUCHT 1938 USA FLUCHT IN DEN TOD 10.7.1943                                                                        | Lessingstraße 10 (Lage)                           | 21. Sep. 2020  |                                                        |
|      | HIER WOHNTE ERICH KATZ JG. 1926 DEPORTIERT 1942 IZBICA ERMORDET 1942 TREBLINKA                                                                                | Lessingstraße 10 (Lage)                           | 21. Sep. 2020  |                                                        |
|      | HIER WOHNTE WERNER KATZ JG. 1927 FLUCHT 1940 USA FLUCHT IN DEN TOD 25.5.1945                                                                                  | Lessingstraße 10 (Lage)                           | 21. Sep. 2020  |                                                        |
|      | HIER WOHNTE ERWIN LEVISON JG. 1911 DEPORTIERT 1942 IZBICA ERMORDET                                                                                            | Löwentorstraße 36 (Lage)                          | 12. Apr. 2011  |                                                        |
|      | HIER WOHNTE MARTHA LEVISON JG. 1879 DEPORTIERT 1942 IZBICA ERMORDET                                                                                           | Löwentorstraße 36 (Lage)                          | 12. Apr. 2011  |                                                        |
|      | HIER WOHNTE GUSTAV BLUM JG. 1879 DEPORTIERT 1941 RIGA-JUNGFERNHOF ERMORDET                                                                                    | Oberer Hoppenlauweg 28 (Lage)                     | 6. Nov. 2023   |                                                        |
|      | HIER WOHNTE HEDWIG BLUM GEB. FRIESEM JG. 1895 DEPORTIERT 1941 RIGA-JUNGFERNHOF ERMORDET                                                                       | Oberer Hoppenlauweg 28 (Lage)                     | 6. Nov. 2023   |                                                        |
|      | HIER WOHNTE LEOPOLD BLUM JG. 1926 DEPORTIERT 1941 RIGA-JUNGFERNHOF ERMORDET                                                                                   | Oberer Hoppenlauweg 28 (Lage)                     | 6. Nov. 2023   |                                                        |
|      | HIER WOHNTE FRIEDA BLUM JG. 1923 KINDERTRANSPORT 1939 ENGLAND                                                                                                 | Oberer Hoppenlauweg 28 (Lage)                     | 6. Nov. 2023   |                                                        |
|      | HIER WOHNTE CARL EISIG JG. ... | Parlerstraße 36                                   | 27. Okt. 2016  |                                                        |
|      | HIER LEBTE EVA ECKERT JG. 1944 EINGEWIESEN 16.12.1944 STÄDT. KINDERKRANKENHAUS STUTTGART 'KINDERFACHABTEILUNG' ERMORDET 17.12.1944                            | Rebhalde 29 (Lage)                                | 4. Nov. 2019   |                                                        |
|      | HIER WOHNTE JOHANNA METZGER GEB. EISIG JG. 1895 DEPORTIERT 1941 ERMORDET IN RIGA                                                                              | Relenbergstraße 64 (Lage)                         | 8. Mai 2007    |                                                        |
|      | HIER WOHNTE HELENE EISIG GEB. ROSENTHAL JG. 1865 DEPORTIERT 1942 THERESIENSTADT ERMORDET 4.9.1942                                                             | Relenbergstraße 64 (Lage)                         | 1. Juli 2016   |                                                        |
|      | HIER WOHNTE EMMA VEIT GEB. VANDERWARTH JG. 1884 DEPORTIERT 1942 THERESIENSTADT AUSCHWITZ ERMORDET 16.5.1944                                                   | Relenbergstraße 66 (Lage)                         | 8. Mai 2007    |                                                        |
|      | HIER WOHNTE MAXIMILIAN VEIT JG. 1869 DEPORTIERT 1942 THERESIENSTADT TOT 15.6.1943                                                                             | Relenbergstraße 66 (Lage)                         | 8. Mai 2007    |                                                        |
|      | HIER WOHNTE HILDA OSTERTAG GEB. HEYMANN JG. 1886 DEPORTIERT 1942 IZBICA ERMORDET                                                                              | Relenbergstraße 74 (Lage)                         | 13. Apr. 2013  | Henriette Hilda Ostertag                               |
|      | HIER WOHNTE FRIEDRICH ALEXANDER JG. 1869 GEDEMÜTIGT/ENTRECHTET ZWANGSWEISE UMGESIEDELT DELLMENSINGEN 1942 TOT 1942 AN DEN FOLGEN                              | Sattlerstraße 25 (Lage)                           | 22. Nov. 2011  |                                                        |
|      | HIER WOHNTE HELENE ALEXANDER JG. 1882 DEPORTIERT 1942 ERMORDET 1944 IN AUSCHWITZ                                                                              | Sattlerstraße 25 (Lage)                           | 22. Nov. 2011  |                                                        |
|      | HIER WOHNTE MARIANNE WEIL JG. 1909 DEPORTIERT 1941 RIGA ERMORDET 1942                                                                                         | Sattlerstraße 25 (Lage)                           | 29. Apr. 2010  |                                                        |
|      | HIER WOHNTE SUSE WEIL JG. 1906 DEPORTIERT 1941 RIGA ERMORDET 1942                                                                                             | Sattlerstraße 25 (Lage)                           | 29. Apr. 2010  |                                                        |
|      | HIER WOHNTE IDA EBERT GEB. WOLF JG. 1871 ZWANGSEVAKUIERT 1941 BAISINGEN FLUCHT IN DEN TOD VOR DEPORTATION 17.8.1942                                           | Schoderstraße 8 (Lage)                            | 1. Dez. 2021   |                                                        |
|      | HIER WOHNTE HERMANN DREIFUS JG. 1868 VOR DEPORTATION FLUCHT IN DEN TOD 13.11.1941                                                                             | Schottstraße 59 (Lage)                            | 14. Apr. 2012  |                                                        |
|      | HIER WOHNTE SIGMUND WOLF JG. 1871 DEPORTIERT 1944 THERESIENSTADT ERMORDET 1944 IN AUSCHWITZ                                                                   | Schottstraße 103 (Lage)                           | 6. Okt. 2009   |                                                        |
|      | HIER WOHNTE SIEGFRIED HESS JG. ... | Seestraße 59                                      | 11. Juli 2018  |                                                        |
|      | HIER WOHNTE FRANZ KARPE JG. 1871 DEPORTIERT 1942 THERESIENSTADT ERMORDET 1942 IN TREBLINKA                                                                    | Seestraße 64 (Lage)                               | 6. Okt. 2009   |                                                        |
|      | HIER WOHNTE FRIEDA KARPE GEB. ORDENSTEIN JG. 1881 DEPORTIERT 1942 THERESIENSTADT ERMORDET 1942 IN TREBLINKA                                                   | Seestraße 64 (Lage)                               | 6. Okt. 2009   |                                                        |
|      | HIER WOHNTE ERNA SUSSMANN GEB. SCHNAIER JG. 1884 DEPORTIERT 1942 IZBICA ERMORDET                                                                              | Seestraße 66 (Lage)                               | 18. Sep. 2012  |                                                        |
|      | HIER WOHNTE HELMUT 'HELLE' HIRSCH JG. 1916 IM WIDERSTAND VERHAFTET 20.12.1936 ENTHAUPTET 4.6. 1937 BERLIN-PLÖTZENSEE                                          | Seestraße 89 (Lage)                               | 8. Mai 2007    |                                                        |
|      | HIER WOHNTE CILLI LEVI GEB. GUMMERSHEIMER JG. 1877 DEPORTIERT 1942 THERESIENSTADT ERMORDET 30.9.1942 TREBLINKA                                                | Seestraße 95 (Lage)                               |                |                                                        |
|      | HIER WOHNTE ELSA KULB GEB. EISINGER JG. 1879 DEPORTIERT 1941 RIGA ERMORDET 26.3.1942                                                                          | Seestraße 95 (Lage)                               | 4. Nov. 2019   |                                                        |
|      | HIER WOHNTE ROSA KULB JG. 1908 DEPORTIERT 1941 RIGA ERMORDET 26.3.1942                                                                                        | Seestraße 95 (Lage)                               | 4. Nov. 2019   |                                                        |
|      | HIER WOHNTE KLARA FREUND GEB. KULB JG. 1906 DEPORTIERT 1941 RIGA ERMORDET 26.3.1942                                                                           | Seestraße 95 (Lage)                               | 19. Okt. 2022  |                                                        |
|      | HIER WOHNTE SIEGFRIED DREYFUSS JG. 1890 FLUCHT 1939 FRANKREICH INTERNIERT DRANCY DEPORTIERT 1943 ERMORDET IN AUSCHWITZ                                        | Seestraße 112 (Lage)                              | 22. Nov. 2011  |                                                        |
|      | HIER WOHNTE IRMA DREYFUSS GEB. NEUMARK JG. 1890 FLUCHT 1939 FRANKREICH INTERNIERT DRANCY DEPORTIERT 1943 ERMORDET IN AUSCHWITZ                                | Seestraße 112 (Lage)                              | 22. Nov. 2011  |                                                        |
|      | HIER WOHNTE LUCIE MAYER JG. 1899 DEPORTIERT 1942 IZBICA ERMORDET 1942                                                                                         | Seestraße 112 (Lage)                              | 15. März 2008  |                                                        |
|      | HIER WOHNTE KORNELIA MAYER JG. 1879 DEPORTIERT 1942 IZBICA ERMORDET 1942                                                                                      | Seestraße 112 (Lage)                              | 15. März 2008  |                                                        |
|      | HIER WOHNTE MARTHA NEUMARK GEB. NEUMARK JG. 1872 ZWANGSEVAKUIERT 1941 SCHLOSS WEISSENSTEIN DEPORTIERT 1942 THERESIENSTADT ERMORDET 9.4.1943                   | Seestraße 112 (Lage)                              | 1. Dez. 2021   |                                                        |
|      | HIER WOHNTE IRMA ROSENTHAL GEB. SELZ JG. 1882 DEPORTIERT 1942 THERESIENSTADT 1944 AUSCHWITZ ERMORDET                                                          | Seestraße 112 (Lage)                              | 1. Juli 2016   |                                                        |
|      | HIER WOHNTE MORITZ ROSENTHAL JG. 1874 DEPORTIERT 1942 THERESIENSTADT ERMORDET 1943                                                                            | Seestraße 112 (Lage)                              | 1. Juli 2016   |                                                        |
|      | HIER WOHNTE JULIA HAMMEL GEB. ESSINGER JG. 1870 DEPORTIERT 1942 THERESIENSTADT ERMORDET 7.9.1942                                                              | Seestraße 114 (Lage)                              | 22. Nov. 2011  |                                                        |
|      | HIER WOHNTE GERTRUD LAZARUS JG. 1874 DEPORTIERT 1942 ERMORDET 1942 IN THERESIENSTADT                                                                          | Seestraße 114 (Lage)                              | 15. März 2008  |                                                        |
|      | HIER WOHNTE EVA STETTINER JG. 1914 DEPORTIERT 1941 ERMORDET 1942 IN RIGA                                                                                      | Seestraße 114 (Lage)                              | 15. März 2008  |                                                        |
|      | HIER WOHNTE KÄTHE STETTINER GEB. WOLFF JG. 1890 DEPORTIERT 1941 ERMORDET 1942 IN RIGA                                                                         | Seestraße 114 (Lage)                              | 15. März 2008  |                                                        |
|      | HIER WOHNTE MARGARETE KUSTERER JG. 1891 ... | Tunzhofer Straße 21                               | 8. Okt. 2010   | Margarete Kusterer (1891–1940)                         |
|      | HIER WOHNTE GERDA METZGER JG. 1939 EINGEWIESEN 11.2.1943 KINDERFACHABTEILUNG STÄDT. KINDERKRANKENHAUS STUTTGART ERMORDET 12.7.1943 KINDER-AKTION              | Türlenstraße 22 (Lage)                            | 14. Apr. 2013  |                                                        |
|      | HIER WOHNTE EMMY SEITZ GEB. RAMIN JG. 1904 IM WIDERSTAND VERHAFTET 22.6.1944 HINGERICHTET 30.11.1944 IN DACHAU                                                | Wartbergstraße 14 (Lage)                          |                |                                                        |
|      | HIER WOHNTE THEODOR SEITZ JG. 1912 IM WIDERSTAND VERHAFTET HINGERICHTET 6.2.1945 IM ZUCHTHAUS HALLE                                                           | Wartbergstraße 14 (Lage)                          |                |                                                        |
|      | HIER WOHNTE MARTHA MÜNZESHEIMER GEB. KRAILSHEIMER JG. 1876 DEPORTIERT 1942 THERESIENSTADT ERMORDET 1942                                                       | Wiederholdstraße 20 (Lage)                        |                |                                                        |
|      | HIER WOHNTE HERMINE STERN GEB. MAYER JG. 1896 DEPORTIERT 1942 IZBICA ERMORDET 1942                                                                            | Wiederholdstraße 22 (Lage)                        |                |                                                        |
|      | HIER WOHNTE JULIUS STERN JG. 1886 DEPORTIERT 1942 IZBICA ERMORDET 1942                                                                                        | Wiederholdstraße 22 (Lage)                        |                |                                                        |
|      | HIER WOHNTE MARIANNE STERN JG. 1925 DEPORTIERT 1942 IZBICA ERMORDET 1942                                                                                      | Wiederholdstraße 22 (Lage)                        |                |                                                        |
|      | HIER WOHNTE ELLA HEIMBERGER JG. 1883 VERHAFTET 1941 GESTAPO STUTTGART ERMORDET                                                                                | Wiederholdstraße 23 (Lage)                        |                |                                                        |